# Plac Bolesława Chrobrego w Kłodzku

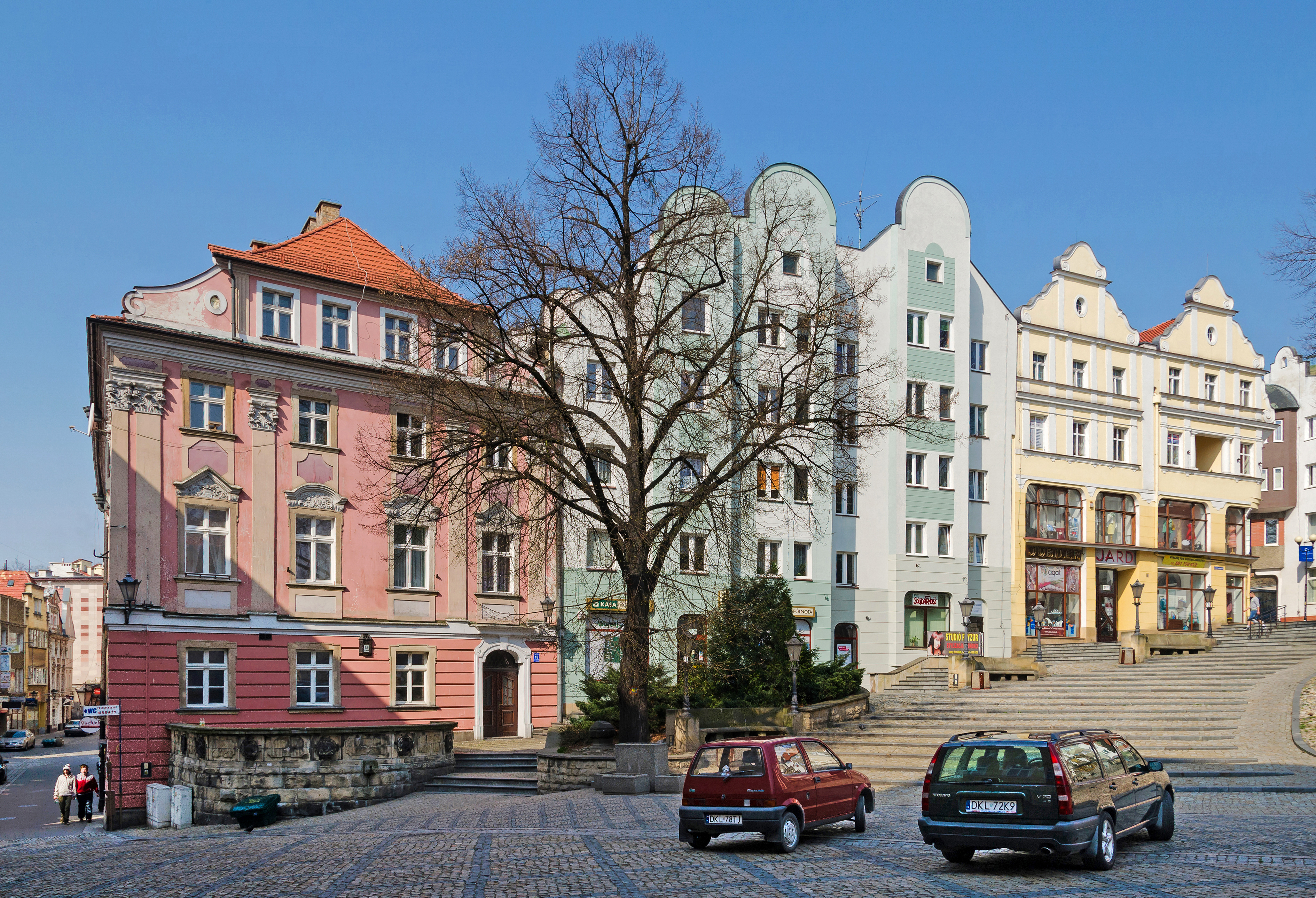
Pierzeja zachodnia

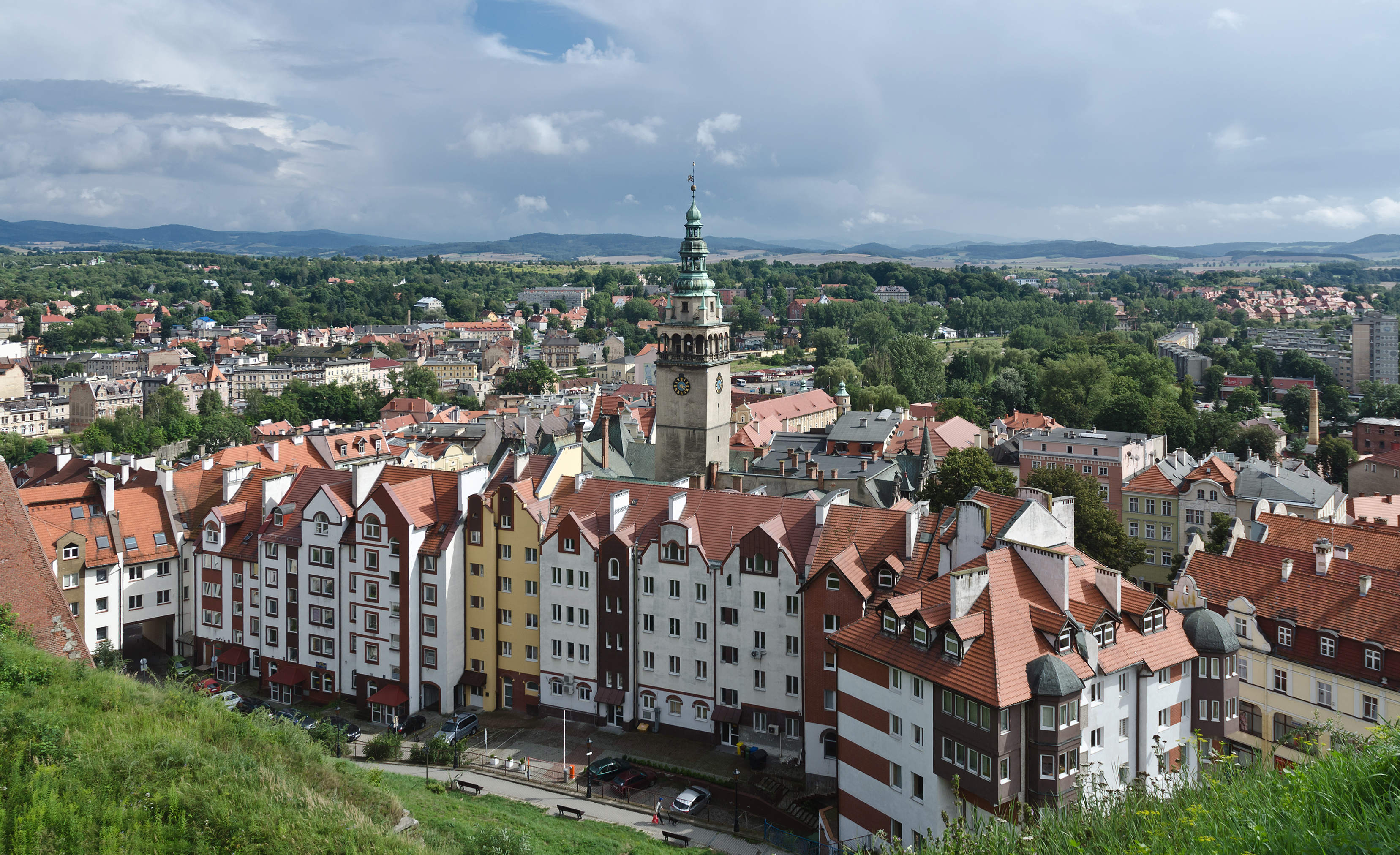
Północna pierzeja odbudowana w latach 90. XX w. widziana z twierdzy

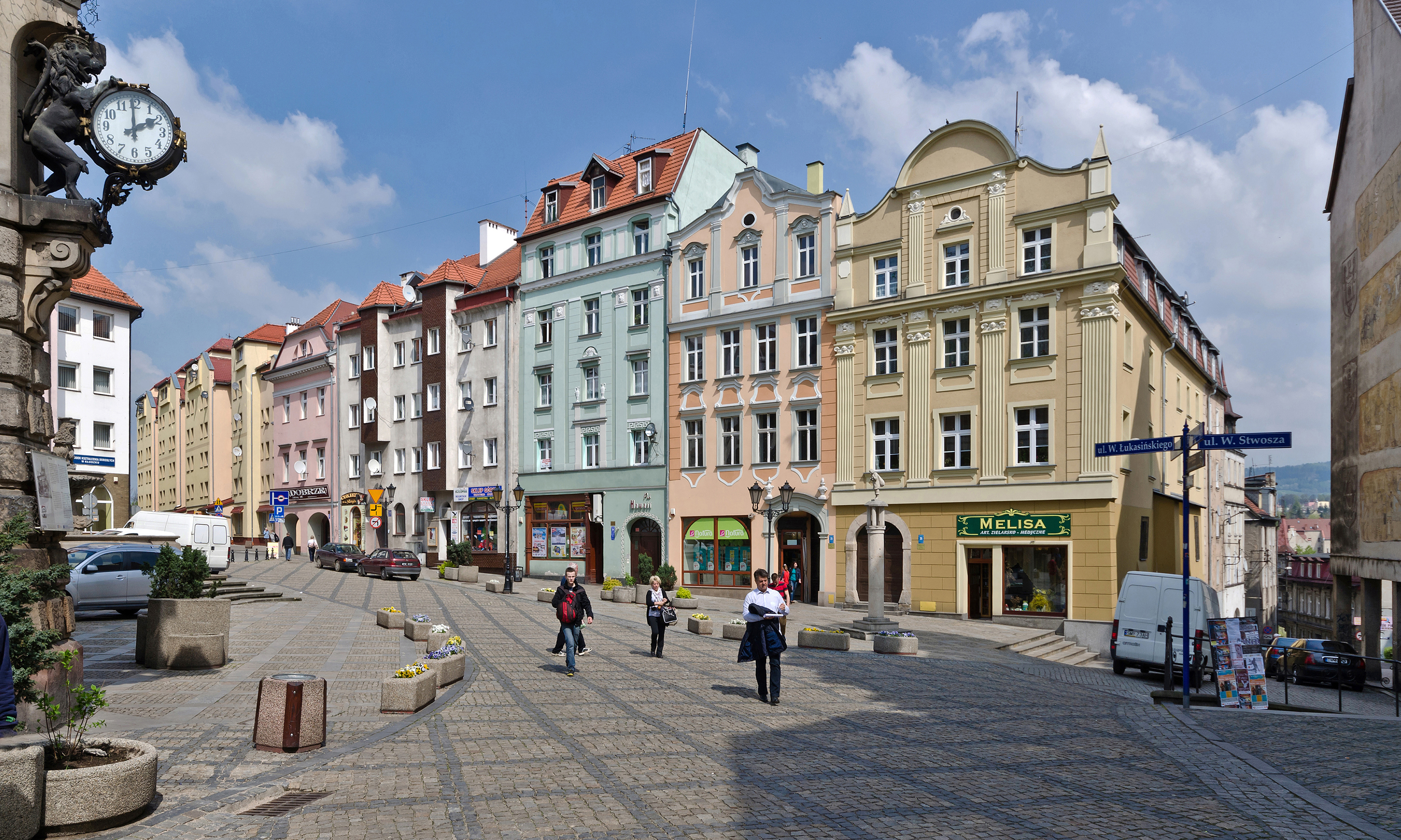
Pierzeja wschodnia

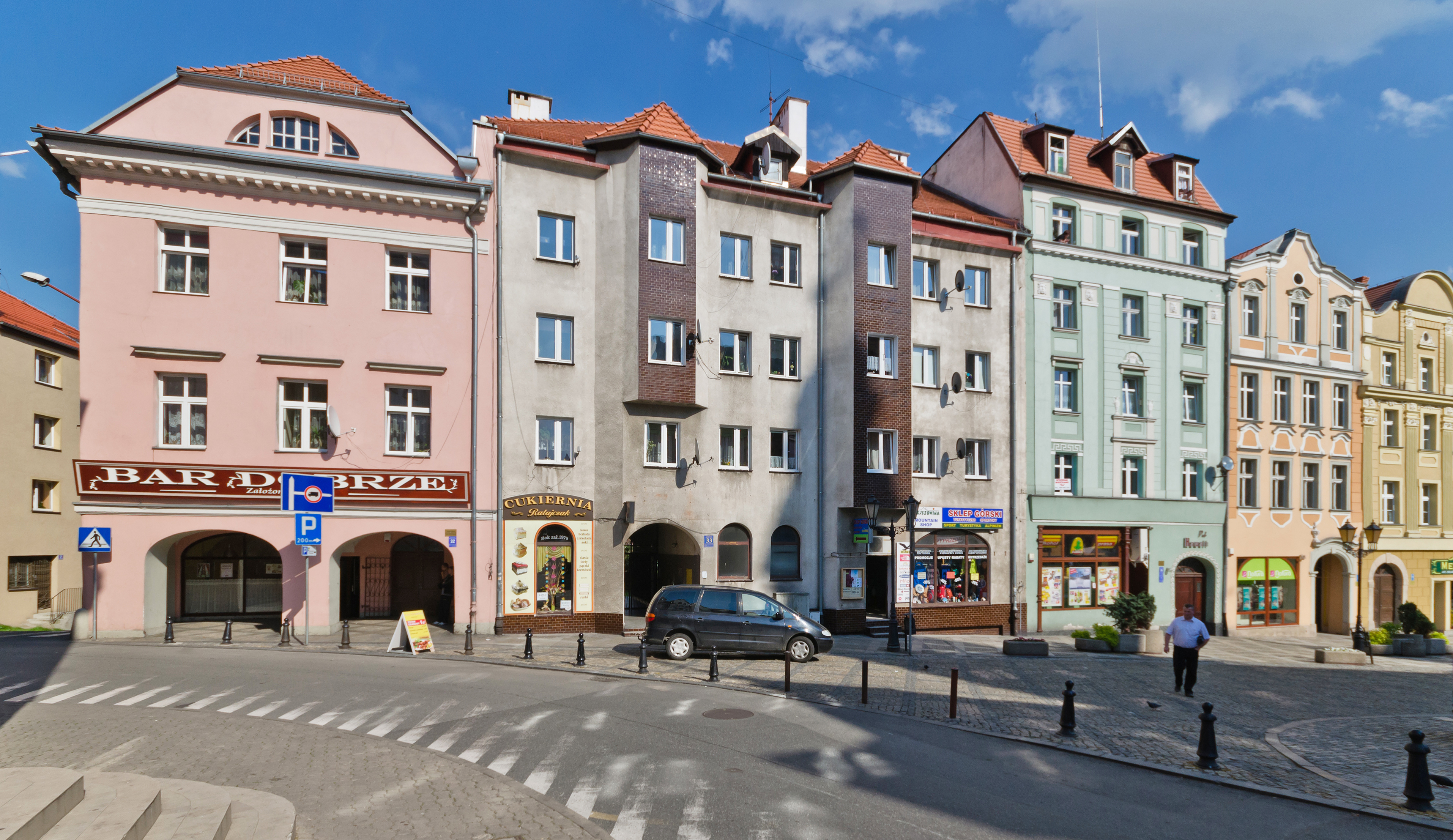
Pierzeja wschodnia

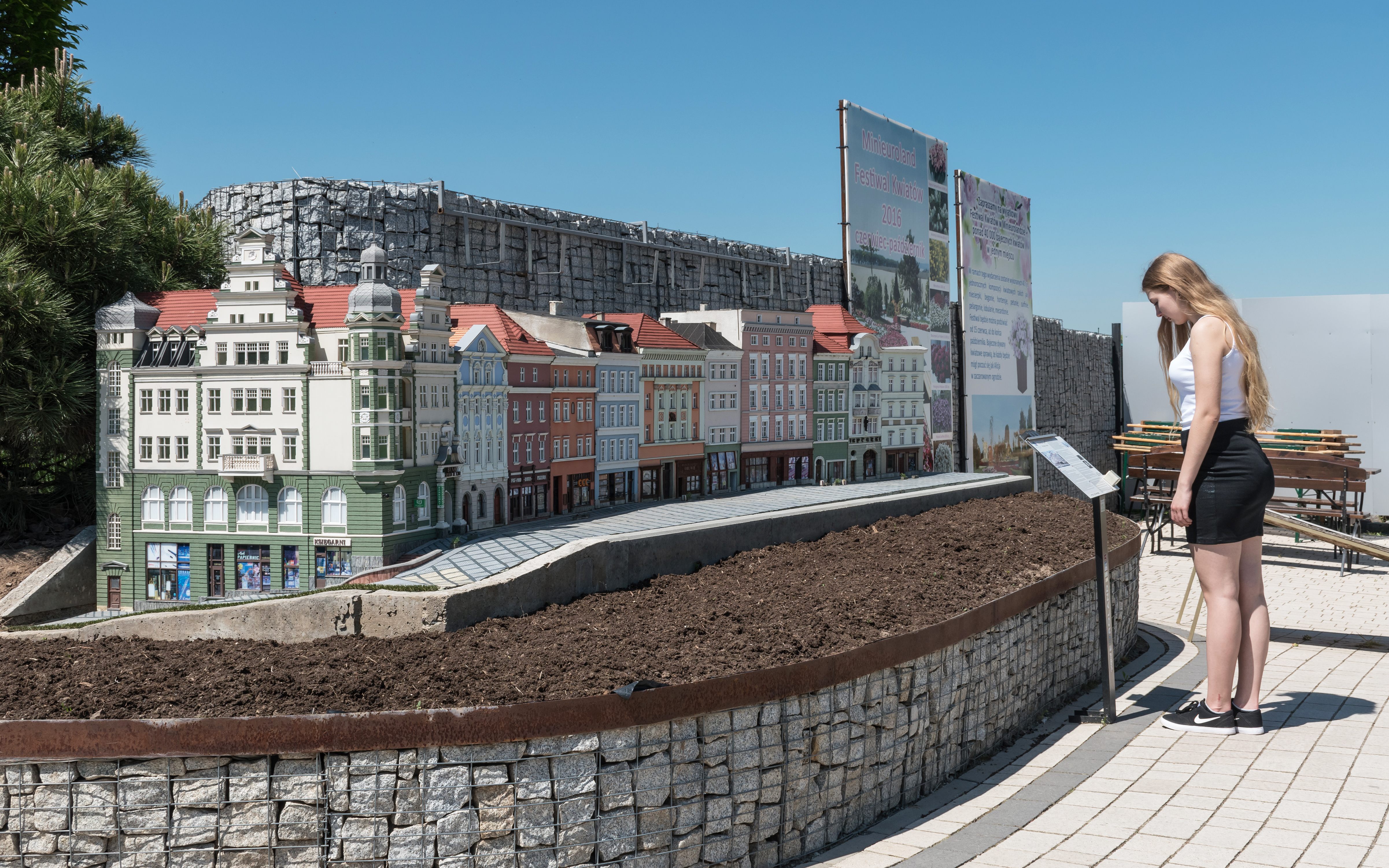
Pierzeja południowa w Parku Miniatur „Minieuroland” w Kłodzku

Plac Bolesława Chrobrego – średniowieczny plac targowy w Kłodzku. Kształtem zbliżony jest do prostokąta o wymiarach: ok. 100 m długości i 60 m szerokości. Charakterystyczną cechą dla placu jest znaczny spadek terenu, w szczególności wzdłuż obu ścian krótszych. Z jego narożników wybiega osiem ulic, z każdego po dwie – narożnik południowo-zachodni: ul. Spadzista i ul. Armii Krajowej, południowo-wschodni: ul. Wodna i Wita Stwosza, północno-wschodni: ul. Łukasińskiego i ul. Stroma, północno-zachodni: ul. Czeska i ul. Grodzisko (nieco dalej).

## Historia
Plac zapewne istniał przed lokowaniem miasta, jako że znajdował się na ważnym szlaku komunikacyjnym wiodącym z Pragi do Wrocławia. W jego pobliżu (wzdłuż ul. Czeskiej) ok. 1200 r. znajdowała się stara osada targowa.  Miejsce pierwotnego targu nie jest bliżej znane. Na podstawie przebiegających tędy dróg handlowych (Czechy/Morawy-Wrocław i do Nysy) oraz położenia topograficznego osady słowiańskiej można przypuszczać, że znajdował się on na miejscu obecnego rynku. Rynek powstał między 1253 a 1274 r. po lokacji Kłodzka na prawie niemieckim. Był to duży plac o powierzchni 0,92 ha. Zabudowano go drewnianymi budynkami, które pod koniec XV w. zastąpione zostały w większości przez domy murowane. Wzmianka o pierwszej kamienicy pochodzi z 1348 r., tzw. Dom Lywstena. Być może powodem przebudowy był wielki pożar z 1366 r., który  strawił nowo wybudowany ratusz, a także wiele zabudowań.  Rynek pełniący wówczas rolę placu targowego zajmowały kramy, budy handlarzy, lady chlebowe i obuwnicze.
Największy rozkwit kłodzkiej starówki przypadł na XVI w. Powstało wtedy wiele renesansowych kamienic mieszczańskich, wybrukowano plac. W 1680 r. w północno-zachodniej pierzei powstał budynek urzędu namiestnika (późniejsza komendantura pruska). Nieco później przy zachodniej stronie ratusza wzniesiono kolumnę maryjną, a na początku XVIII w., po przeciwnej stronie studnię miejską. W tym samym okresie powstały wszystkie kramy.
Wiek XVIII i XIX to okres przebudowy rynku. Po drugiej wojnie światowej zabytkowa pierzeja północna ze względu na zły stan techniczny została rozebrana. Odbudowano ja pod koniec XX w. Od 2007 r. ma miejsce renowacja rynku w Kłodzku z funduszy unijnych oraz Ministerstwa Kultury i Dziedzictwa Narodowego. W tym samym roku na placu zorganizowano też pierwszy po 1945 r. jarmark przed Świętami Bożego Narodzenia oraz zamontowano sztuczne lodowisko przed ratuszem.

## Układ

### Środkowa część placu
- Ratusz
- Kolumna Najświętszej Maryi Panny – znajduje się po zachodniej stronie ratusza; wykonana przez Jana Adama Beyerhoffa w 1680 r. Ufundowana przez mieszczan dla odwrócenia zarazy jaka nawiedziła miasto.
- studnia miejska – znajduje się przed północno-wschodnim narożnikiem ratusza. Zbudowana w formie kwadratowej cysterny z półkolistymi apsydkami. W środku cysterny z piaskowca wznosi się duża koncha wsparta na czterech delfinach, z pysków których tryskają strumienie wody. Nad konchą umieszczony jest figura lewa czeskiego z koroną na głowie wspartego na tarczy herbowej. Pierwsze wzmianki o studni pochodzą z poł. XVII w. jednak nie zachowały się żadne źródła ikonograficznego z tego okresu. Obecna studnia pochodzi z przełomu XVII i XVIII w.

### Pierzeja Północna
Nie zachowała się do dziś jej oryginalna zabudowa, która została rozebrana w latach 50. i 60. XX wieku, wobec złego stanu technicznego i groźby zawalenia. Stanowiły ją głównie kamienice renesansowe i barokowe. Znajdował się tam gmach pruskiej komendy wojskowej. W  miejscu tym założono trawniki. W latach 1988–1996 rozpoczęto jej odbudowę stawiając nowy funkcjonalistyczny budynek autorstwa A. Sankowskiego, w którym obecnie mieści się m.in. inspektorat ZUS.

### Pierzeja Południowa
- kamienica nr 4 – zbudowana w końcu XIX w. w stylu neobarokowym, w miejscu dawnego gmachu teatru miejskiego dla Banku Niemieckiego. Obecnie siedziba Banku Spółdzielczego.
- kamienica nr 5 Pod Jeleniem – trójnawowy, trzykondygnacyjny z poddaszem na szczycie. Elewacja z 2 połowy XVII w., utrzymana w stylu barokowym. Nazwa od rzeźby jelenia, która znajduje się we wnęce na parterze.
- kamienica nr 7 – wielokrotnie przebudowywana, posiada we wnęce figurę Matki Boskiej.
- kamienica nr 8 – przebudowana w pierwszej połowie XIX w. W sieni po prawej stronie owalny kartusz herbowy z data 1589. Otacza go pięcioboczna rama, na której monogram F.S. i data 1865 (przypuszczalnie rok przebudowy.
- kamienica nr 12 – jeden z nielicznych w Kłodzku domów powstałych na planie gotyckim. czterokondygnacyjna, przebudowana w XIX w.
- kamienica nr 13 – przebudowana pod koniec XIX w stylu secesyjnym, na parterze Apteka pod murzynkiem

### Pierzeja Zachodnia
- kamienica nr 15 – renesansowa, częściowo przebudowana ok. 1700 r. Elewacja frontowa z dekoktacją barokową

### Pierzeja Wschodnia
- kamienica nr 32 – stoi na rogu ul. Stromej. Budynek pochodzi z 2 poł. XVII w. Sień i trzy pokoje parteru mają ładne sklepienia. W 1900 r. dom został przebudowany i wtedy powstały podcienia na parterze.
- kamienica nr 36 – stoi na rogu ul. Wodnej. Zbudowana w stylu renesansowym. Przebudowana w XX w.